# Lenny Kravitz
Lenny Kravitz, właściwie Leonard Albert Kravitz (ur. 26 maja 1964 w Nowym Jorku) – amerykański muzyk, kompozytor, wokalista, autor tekstów, producent muzyczny i aranżer, a także aktor. Czterokrotny laureat nagrody amerykańskiego przemysłu fonograficznego Grammy.
12 marca 2024 otrzymał własną gwiazdę w Alei Gwiazd w Los Angeles znajdującą się przy 1750 North Vine Street.

## Życiorys

### Wczesne lata
Jest jedynym dzieckiem Roxie Alberthy Roker, pochodzącej z Bahamów aktorki, i Seymoura „Sy” Kravitza, producenta telewizyjnej sieci NBC pochodzenia ukraińsko-żydowskiego.

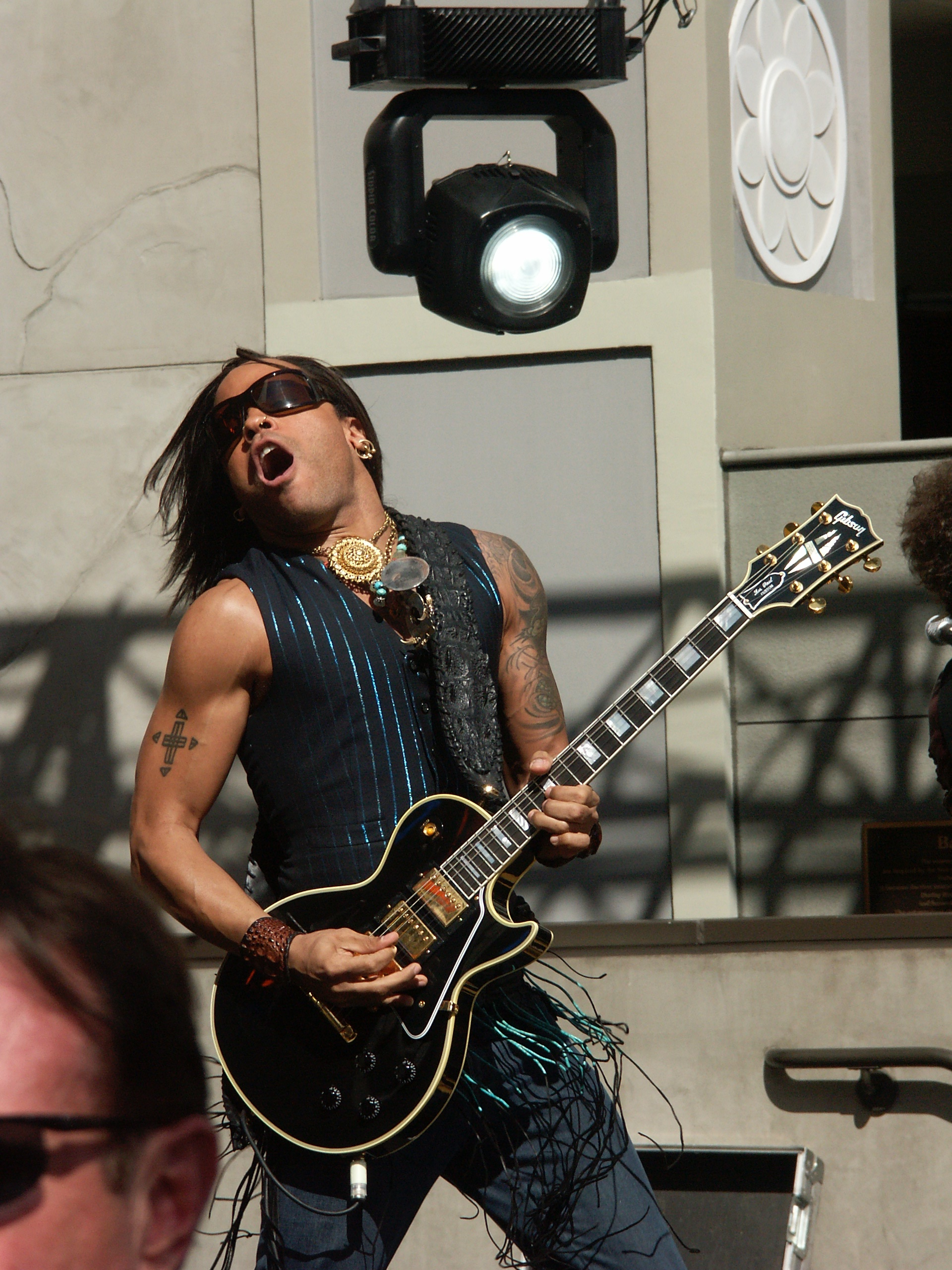
Lenny Kravitz, 2004

Kravitz spędził dzieciństwo głównie na Manhattanie i Brooklynie w towarzystwie Milesa Davisa, Counta Basiego, Elli Fitzgerald i Duke’a Ellingtona.

### Kariera
Po przeprowadzce do Los Angeles wraz z rodziną w 1974 roku, Kravitz przez trzy lata śpiewał w chłopięcym chórze kalifornijskim i występował w miejscowej The Metropolitan Opera w takich klasycznych dziełach, jak Czarodziejski flet i Carmen. Śpiewał w Hollywood Bowl pod dyrekcją Erika Leinsdorfa i nagrywał płyty z Zubinem Mehta. W wieku piętnastu lat odszedł od rodziców i zamieszkał w wynajętym samochodzie. W 1982 roku ukończył Beverly Hills High School, gdzie zaprzyjaźnił się ze Slashem, późniejszym gitarzystą zespołu Guns N’ Roses.
We wrześniu 1989 roku ukazała się jego debiutancka płyta Let Love Rule, której krytycy zarzucali zbyt duży wpływ twórczości Jimiego Hendriksa, lecz która zyskała przychylność publiczności. W 1990 roku współpracował z Madonną i był kompozytorem inspirowanej rapem piosenki „Justify My Love”. Na początku 1991 roku wydany został jego drugi album Mama Said, który uzyskał w Stanach Zjednoczonych status złotej płyty. Stworzył nową aranżację do utworu Johna Lennona „Give Peace a Chance” i napisał przebój „It Ain’t Over ‘Til It’s Over”, który nagrał pod wspólną nazwą Peace Choir (Chór Pokoju) wraz z Yoko Ono i Seanem Lennonem. W marcu roku 1993 została zrealizowana trzecia płyta Are You Gonna Go My Way, która zdobyła miano złotej, miesiąc później platynowej, a w styczniu 1995 roku album miał w USA status podwójnej płyty platynowej. Jego piosenka „Are You Gonna Go My Way” została nagrodzona przez MTV tytułem najlepszego męskiego teledysku. W maju drugi album Mama Said został także platynowy. W sierpniu tego roku do grona złotych płyt dołączył Let Love Rule.

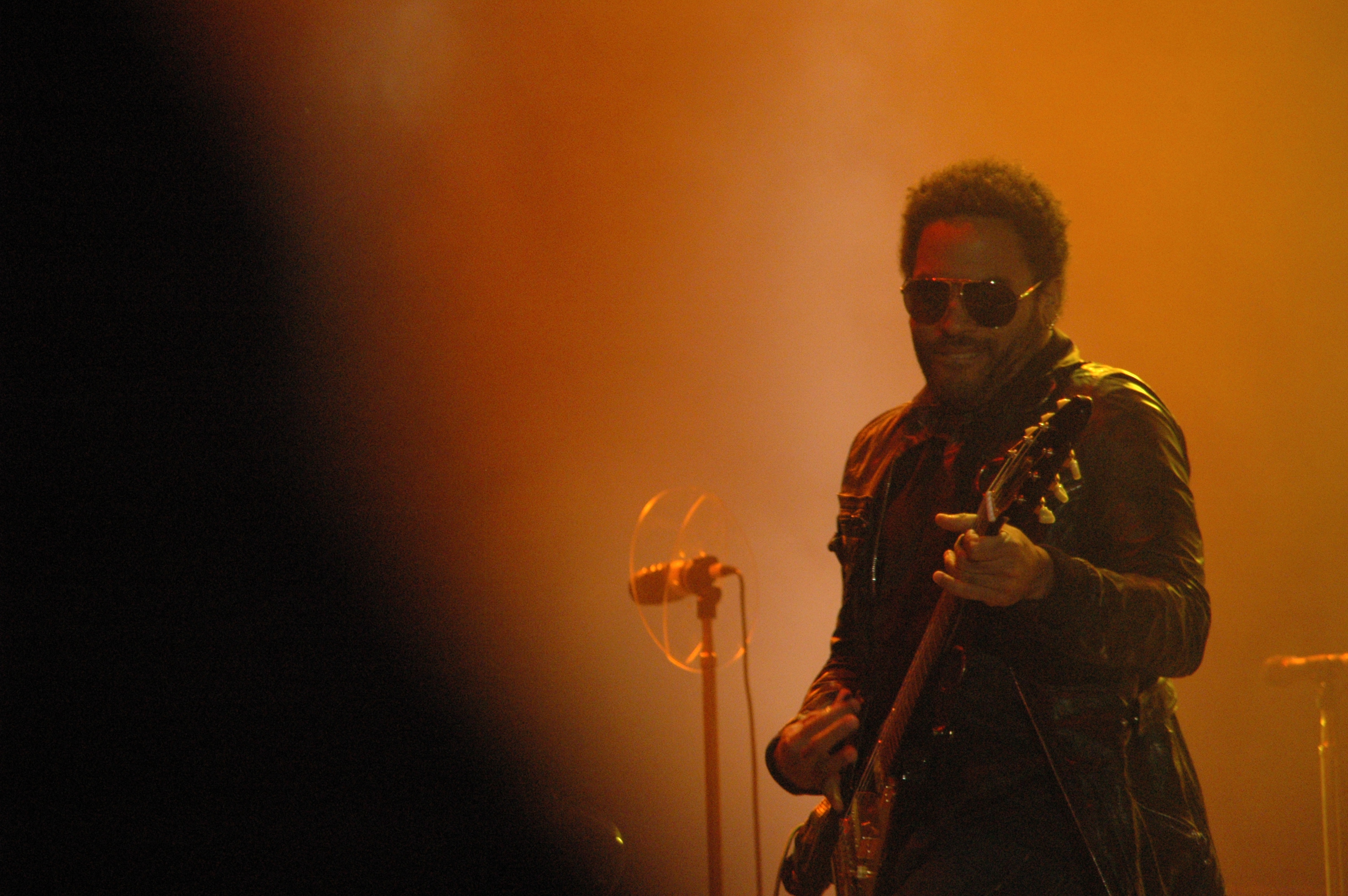
Lenny Kravitz, 2008

Kolejny album Circus pojawił się we wrześniu 1995 roku, a w maju 1998 roku do sprzedaży trafiła płyta 5, po kilku nominacjach w poprzednich latach w końcu wokalista za utwór „Fly Away” otrzymał nagrodę Grammy w kategorii najlepsza męska piosenka rockowa. Napisał soundtrack do komedii Austin Powers: Szpieg, który nie umiera nigdy (1999) z utworami „American Woman” i „Like Father Like Son” w duecie z Eltonem Jonem. W lutym 2000 roku odebrał drugą nagrodę Grammy za „American Woman”. Na rynku ukazała się składanka najlepszych przebojów Greatest Hits, w kwietniu 2001 została potrójną platynową płytą w USA, a w lutym Kravitz został uhonorowany trzecią z nagrodą Grammy za utwór „Again”. W październiku 2001 roku została wydana płyta Lenny, w grudniu płyta została platynową, a za utwór „Dig In” Lenny otrzymał czwartą w swojej karierze nagrodę Grammy. Pod koniec 2001 roku nagrał przebój „God Gave Me Everything” w duecie z Mickiem Jaggerem.
18 maja 2004 roku w sklepach ukazała się kolejna studyjna płyta Baptism, a 4 lutego 2008 roku ujrzał światło dzienne ósmy album It Is Time for a Love Revolution. W 2011 została wydana studyjna płyta Black And White America.
23 września 2014 roku miał premierę dziesiąty longplay Strut, który promowały single „The Chamber”, „New York City” i „Sex”. Album został pozytywnie przyjęty przez krytyków muzycznych.
W 2020 został ambasadorem Y, męskiego zapachu od Yves Saint Laurent Beaute.

## Życie prywatne
Spotykał się z Naomi Campbell. W 1985 roku poznał aktorkę Lisę Bonet, znaną z sitcomu NBC The Cosby Show, z którą ożenił się 16 listopada 1987. Mają córkę Zoë Kravitz (ur. 1 grudnia 1988). 13 kwietnia 1993 doszło do rozwodu. Spotykał się z Kylie Minogue (1991), Vanessą Paradis (1992-97), Natalie Imbruglią (1998), Kate Moss (1999), Ananda Lewis (2000), Devon Aoki (2001), brazylijską modelką Adrianą Limą (2001-2003), Nicole Kidman (2003–2004), Marisą Tomei (2004), Isis Arrudą (2004) i Michelle Rodriguez (2005).

## Występy w Polsce
Pierwszy raz wystąpił w Polsce, koncertując na lotnisku Bemowo w Warszawie w 2004 w ramach trasy koncertowej promującej album Baptism. 20 czerwca 2009 zagrał w ramach krakowskich Wianków. W ramach trasy koncertowej Black and White Europe (płyta Black And White America) zagrał na warszawskim Torwarze (9 listopada 2011 roku). W ramach trasy koncertowej Strut Lenny Kravitz zagrał w łódzkiej Atlas Arenie (15 grudnia 2014 roku), w hali Ergo Arena na granicy Gdańska i Sopotu (8 sierpnia 2015) oraz w krakowskiej Tauron Arenie (8 czerwca 2018). 8 maja 2019 wystąpił ponownie w Atlas Arenie w Łodzi przed ponad 12 tys. widzów. W ramach trasy koncertowej Blue Electric Light Tour 2024, wystąpił w Polsce dwukrotnie - w krakowskiej Tauron Arenie - 21 lipca 2024 oraz Atlas Arenie w Łodzi - 23 lipca 2024. 

## Dyskografia
Albumy studyjne
| Let Love Rule                           | - Data: wrzesień 1989 - Wydawca: Virgin Records                 | 61 | 35 | 56 | 45 | –  | –  | 23 | 12 | –  | - USA: złota płyta - CAN: platynowa płyta - UK: złota płyta |
| Mama Said                               | - Data: 2 kwietnia 1991 - Wydawca: Virgin Records               | 39 | 13 | 8  | 10 | –  | –  | 5  | 4  | 12 | - USA: 2x platynowa płyta - CAN: platynowa płyta - UK: platynowa płyta - GER: złota płyta                                                                                |
| Are You Gonna Go My Way                 | - Data: 9 marca 1993 - Wydawca: Virgin Records                  | 12 | 1  | 1  | 1  | –  | –  | 3  | 6  | 3  | - USA: 2x platynowa płyta - CAN: 4x platynowa płyta - UK: platynowa płyta - NOR: złota płyta - GER: złota płyta                                                          |
| Circus                                  | - Data: 12 września 1995 - Wydawca: Virgin Records              | 10 | 7  | 5  | 2  | –  | –  | 1  | 7  | 3  | - USA: złota płyta - UK: złota płyta - FRA: złota płyta |
| 5                                       | - Data: 12 maja 1998 - Wydawca: Virgin Records                  | 28 | 22 | 18 | 17 | 9  | –  | 8  | 7  | 1  | - USA: 3x platynowa płyta - CAN: platynowa płyta - AUS: platynowa płyta - UK: złota płyta - FRA: 2x złota płyta - POL: złota płyta - NOR: złota płyta - GER: złota płyta |
| Lenny                                   | - Data: 30 października 2001 - Wydawca: Virgin Records          | 12 | 3  | 55 | 44 | 17 | 13 | 7  | 14 | 1  | - USA: złota płyta - CAN: platynowa płyta - GER: platynowa płyta - BEL: złota płyta                                                                                      |
| Baptism                                 | - Data: 18 maja 2004 - Wydawca: Virgin Records                  | 14 | –  | 74 | 42 | 8  | 7  | 3  | 17 | 4  | - USA: złota płyta - CAN: złota płyta |
| It Is Time for a Love Revolution        | - Data: 5 lutego 2008 - Wydawca: Virgin Records                 | 4  | 5  | 42 | 47 | 5  | 2  | 2  | 28 | 2  | - FRA: złota płyta - POL: złota płyta - GER: złota płyta |
| Black And White America                 | - Data: 22 sierpnia 2011 - Wydawca: Roadrunner/Atlantic         | 17 | 45 | 75 | 59 | 7  | 6  | 2  | –  | 2  | - FRA: złota płyta - POL: złota płyta |
| Strut                                   | - Data: 23 września 2014 - Wydawca: Roxie/Kobalt Label Services | 19 | –  | 21 | 31 | 3  | 4  | –  | 26 | 3  | |
| Raise Vibration                         | - Data: 7 września 2018 - Wydawca: Roxie                        | –  | –  | –  | –  | –  | –  | –  | –  | –  | |
| Blue Electric Light                     | - Data: 24 maja 2024 - Wydawca: BMG Rights Management           | –  | –  | –  | –  | –  | –  | –  | –  | –  | |
| „–” oznacza, że album nie był notowany. |                                                                 |    |    |    |    |    |    |    |    |    | |

Kompilacje
| Tytuł         | Dane dot. albumu                                       | Pozycja na liście | Pozycja na liście | Pozycja na liście | Pozycja na liście | Pozycja na liście | Pozycja na liście | Pozycja na liście | Pozycja na liście | Pozycja na liście | Certyfikat |
| Tytuł         | Dane dot. albumu                                       | USA               | CAN               | UK                | AUS               | FRA               | POL               | NLD               | NOR               | AUT               | Certyfikat |
| ------------- | ------------------------------------------------------ | ----------------- | ----------------- | ----------------- | ----------------- | ----------------- | ----------------- | ----------------- | ----------------- | ----------------- | --- |
| Greatest Hits | - Data: 24 października 2000 - Wydawca: Virgin Records | 2                 | 2                 | 12                | 14                | 89                | 3                 | 4                 | 6                 | 1                 | - USA: 3x platynowa płyta - CAN: 4x platynowa płyta - UK: 3x platynowa płyta - AUS: 2x platynowa płyta - GER: 2x platynowa płyta - FRA: platynowa płyta - POL: platynowa płyta - NOR: platynowa płyta - FIN: złota płyta |

Single
| „Let Love Rule”                                               | 1989 | 89 | –  | 39  | 36 | –   | – |                                        | Let Love Rule                                             |
| „I Build This Garden for Us”                                  | 1990 | –  | –  | 83  | 83 | –   | – |                                        | Let Love Rule                                             |
| „Be”                                                          | 1990 | –  | –  | –   | –  | –   | – |                                        | Let Love Rule                                             |
| „Mr. Cab Driver”                                              | 1990 | –  | –  | 58  | –  | –   | – |                                        | Let Love Rule                                             |
| „Does Anybody Out There Even Care”                            | 1990 | –  | –  | –   | –  | –   | – |                                        | Let Love Rule                                             |
| „Always on the Run”                                           | 1991 | –  | 55 | 41  | 43 | –   | – |                                        | Mama Said                                                 |
| „It Ain’t Over ‘til It’s Over”                                | 1991 | 2  | 2  | 11  | 10 | 29  | – |                                        | Mama Said                                                 |
| „Fields of Joy”                                               | 1991 | –  | –  | –   | –  | –   | – |                                        | Mama Said                                                 |
| „Stand by My Woman”                                           | 1991 | 76 | –  | 55  | 46 | 36  | – |                                        | Mama Said                                                 |
| „What the Fuck Are We Saying?”                                | 1991 | –  | –  | –   | –  | –   | – |                                        | Mama Said                                                 |
| „Stop Draggin’ Around”                                        | 1991 | –  | –  | –   | –  | –   | – |                                        | Mama Said                                                 |
| „What Goes Around Comes Around”                               | 1991 | –  | –  | –   | –  | –   | – |                                        | Mama Said                                                 |
| „Are You Gonna Go My Way”                                     | 1993 | –  | 5  | 4   | 1  | 4   | – | - FRA: złota płyta - UK: srebrna płyta | Are You Gonna Go My Way                                   |
| „Believe”                                                     | 1993 | 60 | 9  | 30  | 8  | 33  | – |                                        | Are You Gonna Go My Way                                   |
| „Heaven Help”                                                 | 1993 | –  | 25 | 20  | 76 | 41  | – |                                        | Are You Gonna Go My Way                                   |
| „Spinning Around Over You”                                    | 1993 | –  | –  | –   | –  | –   | – |                                        | Reality Bites (ścieżka dźwiękowa)                         |
| „Is There Any Love in Your Heart”                             | 1993 | –  | 53 | 52  | 32 | –   | – |                                        | Are You Gonna Go My Way                                   |
| „Deuce”                                                       | 1994 | –  | 77 | –   | –  | –   | – |                                        | Kiss My Ass: Classic Kiss Regrooved                       |
| „Rock and Roll Is Dead”                                       | 1995 | 75 | 16 | 22  | 26 | –   | – |                                        | Circus                                                    |
| „Circus”                                                      | 1995 | –  | 85 | 54  | –  | –   | – |                                        | Circus                                                    |
| „Can’t Get You Off My Mind”                                   | 1996 | 62 | 33 | 54  | –  | –   | – |                                        | Circus                                                    |
| „The Resurrection”                                            | 1996 | –  | –  | –   | –  | –   | – |                                        | Circus                                                    |
| „I Belong to You”                                             | 1998 | 71 | –  | 75  | –  | 24  | – |                                        | 5                                                         |
| „If You Can’t Say No”                                         | 1998 | –  | –  | 48  | 55 | 97  | – |                                        | 5                                                         |
| „Thinking of You”                                             | 1998 | –  | –  | –   | –  | –   | – |                                        | 5                                                         |
| „Fly Away”                                                    | 1999 | 12 | 3  | 1   | 8  | 56  | – | - UK: srebrna płyta - AUS: złota płyta | 5                                                         |
| „Black Velveteen”                                             | 1999 | –  | –  | 83  | –  | –   | – |                                        | 5                                                         |
| „American Woman”                                              | 1999 | 49 | 26 | 177 | 14 | 88  | – | - AUS: złota płyta                     | Austin Powers: The Spy Who Shagged Me (ścieżka dźwiękowa) |
| „Again”                                                       | 2000 | 4  | –  | –   | 30 | 57  | – | - AUS: złota płyta                     | Greatest Hits                                             |
| „Dig In”                                                      | 2001 | 31 | –  | –   | –  | –   | – |                                        | Lenny                                                     |
| „Stillness of Heart”                                          | 2002 | –  | 22 | 44  | –  | 83  | – |                                        | Lenny                                                     |
| „Believe in Me”                                               | 2002 | –  | –  | –   | –  | –   | – |                                        | Lenny                                                     |
| „If I Could Fall in Love”                                     | 2002 | –  | –  | –   | –  | –   | – |                                        | Lenny                                                     |
| „Yesterday Is Gone (My Dear Kay)”                             | 2002 | –  | –  | –   | –  | –   | – |                                        | Lenny                                                     |
| „Show Me Your Soul” (oraz P. Diddy, Loon i Pharrell Williams) | 2004 | –  | –  | 35  | 45 | –   | – |                                        | Bad Boys II (ścieżka dźwiękowa)                           |
| „Where Are We Runnin’?”                                       | 2004 | 69 | –  | –   | 52 | –   | – |                                        | Baptism                                                   |
| „California”                                                  | 2004 | –  | –  | 62  | –  | –   | – |                                        | Baptism                                                   |
| „Storm” (oraz Jay-Z)                                          | 2004 | 98 | –  | –   | –  | –   | – |                                        | Baptism                                                   |
| „Calling All Angels”                                          | 2005 | –  | –  | –   | –  | –   | – |                                        | Baptism                                                   |
| „Lady”                                                        | 2005 | 27 | –  | –   | –  | –   | – | - USA: złota płyta                     | Baptism                                                   |
| „Breathe”                                                     | 2005 | –  | –  | –   | –  | –   | – |                                        | –                                                         |
| „Bring It On”                                                 | 2007 | –  | 52 | –   | –  | –   | – |                                        | It Is Time for a Love Revolution                          |
| „I’ll Be Waiting”                                             | 2007 | 73 | 45 | 104 | –  | 27  | – |                                        | It Is Time for a Love Revolution                          |
| „Love Love Love”                                              | 2008 | –  | –  | –   | –  | –   | – |                                        | It Is Time for a Love Revolution                          |
| „Dancin’ Til Dawn”                                            | 2008 | –  | –  | –   | –  | –   | – |                                        | It Is Time for a Love Revolution                          |
| „Come On Get It”                                              | 2011 | –  | –  | –   | –  | –   | – |                                        | Black and White America                                   |
| „Stand”                                                       | 2011 | –  | –  | –   | –  | –   | – |                                        | Black and White America                                   |
| „Rock Star City Life”                                         | 2011 | –  | –  | –   | –  | –   | – |                                        | Black and White America                                   |
| „Black and White America”                                     | 2011 | –  | –  | –   | –  | 100 | – |                                        | Black and White America                                   |
| „Push”                                                        | 2011 | –  | –  | –   | –  | –   | – |                                        | Black and White America                                   |
| „Superlove”                                                   | 2012 | –  | –  | 49  | –  | –   | – |                                        | Black and White America                                   |
| „The Chamber”                                                 | 2014 | –  | –  | –   | –  | 11  | 6 |                                        | Strut                                                     |
| „Sex”                                                         | 2014 | –  | –  | –   | –  | 107 | – |                                        | Strut                                                     |
| „New York City”                                               | 2014 | –  | –  | –   | –  | –   | – |                                        | Strut                                                     |
| „The Pleasure and the Pain”                                   | 2015 | –  | –  | –   | –  | –   | – |                                        | Strut                                                     |
| „–” singel nie był notowany.                                  |      |    |    |     |    |     |   |                                        |                                                           |

## Filmografia
| Rok       | Tytuł                                                                   | Rola                 | Reżyser          |
| --------- | ----------------------------------------------------------------------- | -------------------- | ---------------- |
| 2001      | Zoolander                                                               | w roli samego siebie | Ben Stiller      |
| 2009      | Hej, skarbie (Precious)                                                 | pielęgniarz John     | Lee Daniels      |
| 2012      | Igrzyska śmierci (The Hunger Games)                                     | Cinna                | Gary Ross        |
| 2013      | Kamerdyner (The Butler)                                                 | James Holloway       | Lee Daniels      |
| 2013      | Igrzyska śmierci: W pierścieniu ognia (The Hunger Games: Catching Fire) | Cinna                | Francis Lawrence |
| 2016      | Zoolander 2                                                             | w roli samego siebie | Ben Stiller      |
| 2016−2017 | Star (serial)                                                           | Roland Crane         | Lee Daniels      |
| 2022      | Wystrzałowe wesele (Shotgun Wedding)                                    | Sean Hawkins         | Jason Moore      |

## Nagrody i wyróżnienia
| Rok  | Nagroda                | Kategoria                               | Tytuł                     |
| ---- | ---------------------- | --------------------------------------- | ------------------------- |
| 1993 | MTV Video Music Awards | Najlepszy wykonawca wideo               | „Are You Gonna Go My Way” |
| 1998 | Grammy                 | Najlepszy wykonawca – wokalista rockowy | „Fly Away”                |
| 1999 | Grammy                 | Najlepszy wykonawca – wokalista rockowy | „American Woman”          |
| 2000 | Grammy                 | Najlepszy wykonawca – wokalista rockowy | „Again”                   |
| 2001 | Grammy                 | Najlepszy wykonawca – wokalista rockowy | „Dig In”                  |